# Seis grados

Seis grados es una serie de televisión estadounidense que se emitió en el año 2007. Fue uno de los fracasos más sonados de la temporada en EE. UU., estrenándose en España el 19 de abril de 2007 en el canal AXN. La cadena de televisión Cuatro también la emitió estrenando el primer capítulo el 20 de junio de 2007 y pasando luego a emitirse los lunes.
La serie fue una de las novedades más esperadas de la temporada estadounidense, principalmente porque se trataba del último proyecto del creador de Perdidos, J.J. Abrams. Pero no duró mucho la expectación ya que desde el primer momento se vio que la serie no conseguía mantener en la cadena ABC la audiencia que heredaba de Anatomía de Grey.
A pesar de que la cadena estadounidense decidió retirarla tras sólo seis capítulos, el 23 de febrero de 2007 anunció que volvería a emitirse a partir del 23 de marzo siguiente.

## Sinopsis
La serie se centra en la historia de seis desconocidos que viven en la ciudad de Nueva York y cuyas vidas se ven influidas de diferentes formas por los demás. Está basada en la teoría de los seis grados de separación, que establece que una persona puede estar relacionada con cualquier otra en el mundo, a través de una cadena de conocidos de solo seis pasos.

## Personajes principales
- Carlos Green (Jay Hernández), un abogado de oficio tenaz que permite que sus sentimientos hacia Mae interfieran en su trabajo. Se hace amigo de Damian tras ayudarle en una pelea.
- Mae Anderson (Erika Christensen), una joven que trata de comenzar una nueva vida en Nueva York trabajando de niñera para Laura. Lleva consigo una caja misteriosa cuyo contenido no quiere mostrar a nadie en la que guarda sus "pertenencias personales". En el episodio "Mascarada" se descubre que cuando Mae tenía 15 años, mantuvo una relación con un chico llamado John Logan que abusaba de ella, y cuya familia se dedicaba al negocio de drogas de diseño. Eric, el hermano de Mae, la ayudó a escapar de él matándolo. Desde entonces la policía busca a Eric por ello y, finalmente, Mae entrega a su hermano a la policía. Este personaje está basado en la modelo danesa May Andersen.
- Laura Morgan (Hope Davis), una mujer viuda cuyo marido, David Morgan, (interpretado por Robert John Burke) fue asesinado mientras trabajaba como corresponsal de guerra en la guerra de Irak. Conoce a Whitney en un salón de belleza y en seguida se hacen amigas. El prometido de Whitney, Roy, intenta seducir a Laura en la fiesta de compromiso de ambos. Laura se ve en la tesitura de no saber si contárselo a Whitney; ésta se enfada con ella y no quiere aceptarlo hasta que se vuelve evidente que Roy la ha estado engañando. Por su parte, Laura intenta seguir con su vida consiguiendo un trabajo como asistente de un diseñador de interiores.
- Damian Henry (Dorian Missick), un adicto a las apuestas de caballos que intenta llevar una vida normal ganando su dinero de manera honrada siendo conductor de limusinas. En una ocasión se vio involucrado en un asunto delictivo y su hermano, Mikel, (uno de sus antiguos socios) sigue intentando que vuelva a su vida de delincuente. Mikel le pide que ayude a unos amigos a encontrar a una chica que está huida y le entrega una foto de ella. Más adelante, descubre que esta chica es Mae y le cuenta a Carlos que hay gente mala buscándola. Esto hace que Carlos intente convencer a Mae para que le deje ayudarla.
- Whitney Crane (Bridget Moynahan), una directora de relaciones públicas que desea que llegue el día de su boda sin darse cuenta de que su futuro marido, Roy, mantine relaciones con otras mujeres. Ella comienza a sospechar pero él consigue convencerla de lo contrario. Sin embargo, un individuo conocido como "el Pegador" golpea a Roy y más tarde se hace público que "el Pegador" golpeaba a todos los hombres que se habían acostado con su mujer. Whitney se da cuenta de que su futuro marido ha estado engañándola y rompe con él volcándose en su carrera para intentar superarlo.
- Steven Caseman (Campbell Scott), un padre separado del que muchos creían que había muerto cuando se largó a México. Un día, tomó una foto a Laura, sin que ella se diera cuenta, mientras ésta lloraba la muerte de su marido en la puerta de casa y esto le ayudó a retomar su carrera de fotógrafo. Steven trata de convencer a su mujer de que le deje tener más contacto con su hijo Max. Sin embargo, ella no confía en Steven desde una vez en la que él perdió el niño y también porque desapareció durante cuatro meses. La novia de Steven, Anya (a la que conoció a través de Whitney), es compañera de piso de Carlos.

## Primera temporada
| Capítulo # | Título original           | Fecha de emisión en EE. UU. | Título es español            |
| ---------- | ------------------------- | --------------------------- | ---------------------------- |
| 1          | "Pilot"                   | 20 de septiembre de 2006    | "Piloto"                     |
| 2          | "What Are the Odds?"      | 28 de septiembre de 2006    | "¿Qué probabilidades hay?"   |
| 3          | "A New Light"             | 5 de octubre de 2006        | "Una nueva luz"              |
| 4          | "The Puncher"             | 12 de octubre de 2006       | "El pegador"                 |
| 5          | "Masquerade"              | 19 de octubre de 2006       | "Mascarada"                  |
| 6          | "What You Wish For"       | 2 de noviembre de 2006      | "Lo que desees"              |
| 7          | "Slings and Arrows"       | 23 de marzo de 2007         | "Hondas y flechas"           |
| 8          | "Get A Room"              | 30 de marzo de 2007         | "Consigue una habitación"    |
| 9          | "Sedgewick's"             | 27 de abril de 2007         | "Sedgewick's"                |
| 10         | "Ray's Back"              | 4 de mayo de 2007           | "Ray ha vuelto"              |
| 11         | "Surstromming or a Slice" | 11 de mayo de 2007          | "Surstromming o pizza"       |
| 12         | "Objects in the Mirror"   | 21 de mayo de 2007          | "Objetos en el espejo"       |
| 13         | "A Simple Twist of Fate"  | -                           | "Un simple giro del destino" |

### Capítulos
Para obtener una descripción más detallada de cada uno de los capítulos de la primera temporada se puede visitar el  Listado de capítulos de Six Degrees que remite a su correspondiente artículo en inglés de la Wikipedia.

## Ficha de doblaje
A continuación se muestra una tabla con los personajes de la serie (principales y secundarios) junto con sus actores y actores de doblaje en español.
| Personaje      | Actor              | Actor de doblaje                     |
| -------------- | ------------------ | ------------------------------------ |
| Carlos         | Jay Hernández      | Cholo Moratalla                      |
| Mae            | Erika Christensen  | Olga Velasco                         |
| Laura Morgan   | Hope Davis         | Gema Martín                          |
| Damian         | Dorian Missick     | Juan Antonio García Sainz de la Maza |
| Whitney        | Bridget Moynahan   | Conchi López                         |
| Steven Caseman | Campbell Scott     | Luis Bajo                            |
| Anya           | Shiri Appleby      | Mar Bordallo                         |
| Henry Cane     | Ray Wise           | Roberto Cuenca Martínez              |
| Christine      | Carey Lowell       | María José Castro                    |
| Ralston        | Dennis Boutsikaris | Pablo Adán                           |
| Ray Jones      | Josh Charles       | Claudio Serrano                      |
| Charlie        | Jason Wiles        | Miguel Ángel Montero                 |